# Неферіт I
Неферіт I  — давньоєгипетський фараон, засновник XXIX династії.

## Життєпис
Зайняв престол, поваливши Аміртея II.
Походив з міста Мендес, тому він зробив його своєю столицею.
395 до н. е. спартанці відрядили до Неферіта посольство із запрошенням вступити з ними в союз. Неферіт, замість допомоги військами, надіслав спартанському флоту, що зосередився біля острова Родос озброєння для 100 трієр і 50 тисяч мір хлібу, але єгипетські кораблі потрапили до рук афінян, які перебували тоді у стані війни зі Спартою.
Від часів правління Неферіта збереглось багато пам'ятників: 2 стели про поховання Апіса, знайдений у Римі сфінкс, імовірно портретний, з написом, у якому фараон називав себе улюбленцем Пта мемфіського (нині — у Луврі), статуя з Буто. Навіть у Фівах і Карнаці знайдено рельєфи, що зображують Неферіта перед богами Монтом, Нехебт тощо. У Мендесі було знайдено також поховальну статуетку царя (ушебті), що доводить — Неферіт помер природною смертю й був похований. Все це доводить, що Неферіт був уже доволі могутнім фараоном, який володарював і в Мемфісі, і у Фівах, вів там будівництво, проводив міжнародну політику, та, зрештою, царював до кінця життя.